# Frazer Nash FN48
Chronologie des modèles (1952)
Aucun Frazer Nash 421
La Frazer Nash FN48 est une monoplace de Formule 2 pilotée par Ken Wharton lors du championnat du monde de Formule 1 1952 aux Grands Prix de Suisse et de Belgique au sein de la Scuderia Franera.

## Historique
Pour sa première course, Wharton se qualifie treizième et termine à la quatrième place. Pour sa deuxième course, qualifié septième, il est victime d'un accident et sa voiture est indisponible pour le Grand Prix de Grande-Bretagne